# Středisko oprav kolejových vozidel

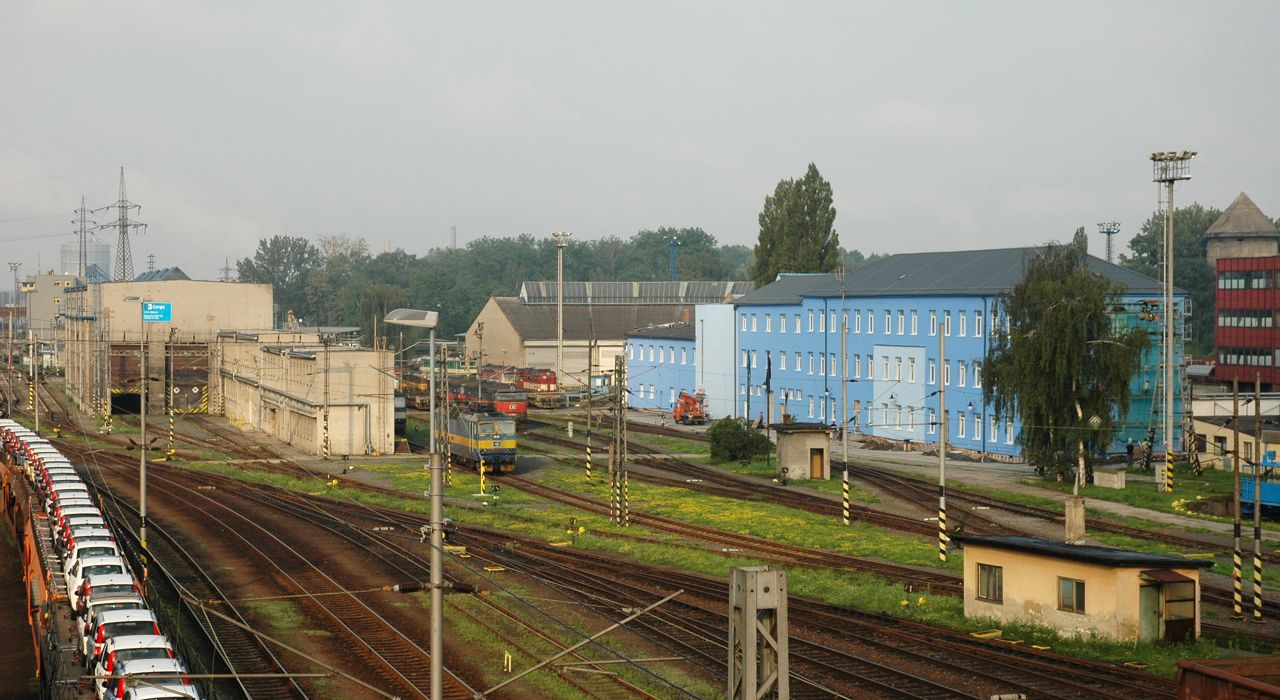
Depo ČD Carga v Ostravě, součást SOKV Ostrava

Středisko oprav kolejových vozidel (SOKV) je typem výkonné jednotky železniční společnosti ČD Cargo. Tyto organizační jednotky mohou mít přidružené další střediska - opravny kolejových vozidel (OKV). OKV zahrnuje dvě části a to opravnu hnacích vozidel (OHV) a opravnu nákladních vozů (ONV),SOKV zajišťuje všechny tyto činnosti. V SOKV jsou deponovány všechny hnací vozidla - lokomotivy, zvláštní vozy a je zde zajišťována jejich běžná údržba a opravy. SOKV byly zřizovány po vzoru jednotek typu DKV (Depo kolejových vozidel) u společnosti České dráhy a. s. 

## Střediska oprav kolejových vozidel ČD Cargo
Společnost ČD Cargo pro správu a opravy vozidel vytvořila od 1. prosince 2007 organizační uspořádání do tří SOKV, které je odvozeno z umístění tří zrušených dep kolejových vozidel Českých drah.  

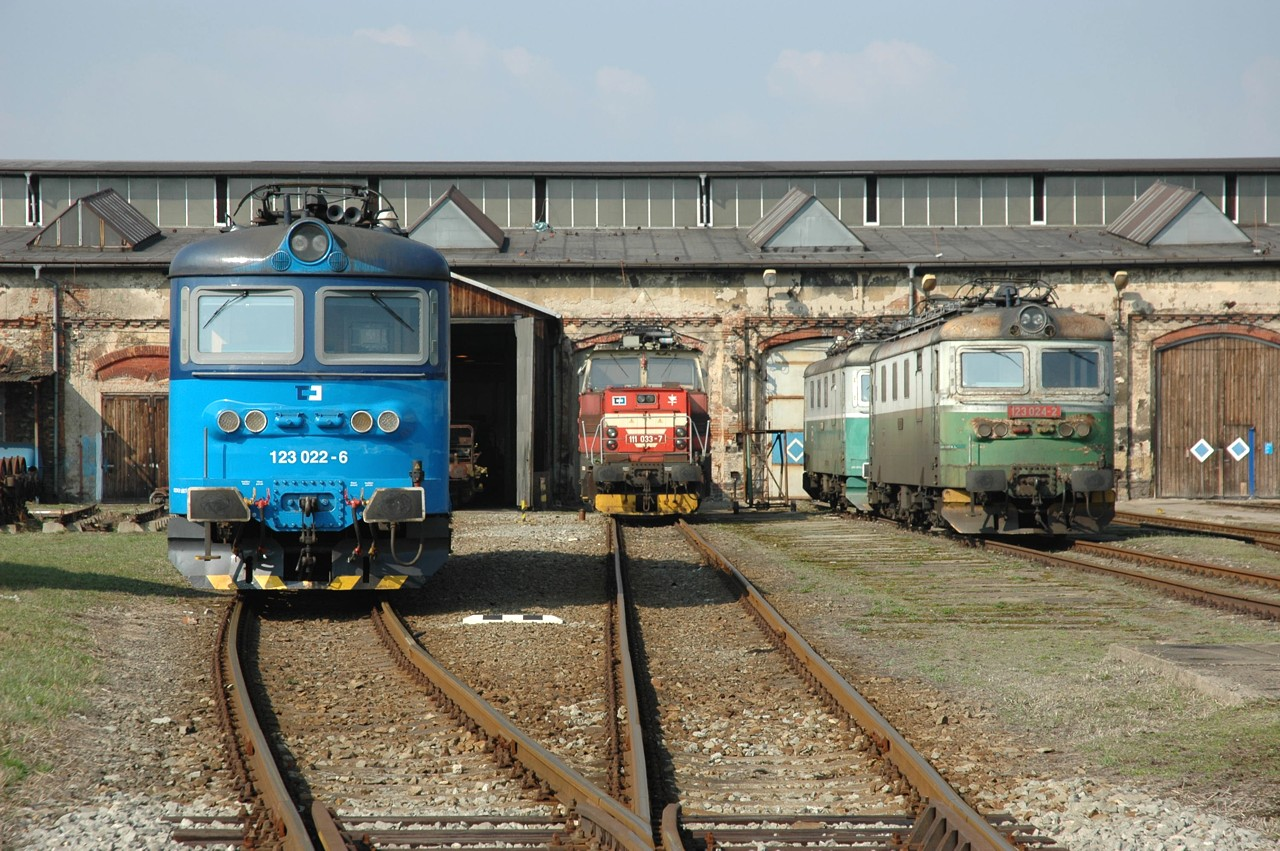
Lokomotivy v depu Ústí nad Labem

- Středisko oprav kolejových vozidel České Budějovice
  - podřízená OKV
    - Jihlava
- Středisko oprav kolejových vozidel Ostrava
  - podřízená OKV
    - Břeclav

  - podřízené OKV s činností pouze ONV
    - Brno - Maloměřice
    - Přerov
    - Třinec
- Středisko oprav kolejových vozidel Ústí nad Labem
  - podřízená OKV
    - Most

  - podřízené OKV s činností pouze ONV
    - Most
    - Nymburk
    - Cheb[2]